# 이토 아유미
이토 아유미(伊藤 歩, 1980년 4월 14일 ~ )는 일본의 배우이다. 도쿄도 네리마구 출신이며, 소속사는 아노레이다.
1993년 오바야시 노부히코 감독의 영화 《물의 행인, 사무라이 키즈》로 데뷔했다. 1996년에는 이와이 슌지 감독의 《스왈로우테일 버터플라이》로 일본 아카데미상 신인상과 우수 여우 조연상을 받았다.
2007년 소속사를 휴머니티에서 아노레로 옮겼다.

## 출연 작품

### 영화
- 1993년 《물의 행인, 사무라이 키즈》
- 1996년 《스왈로우테일 버터플라이》
- 1999년 《노래자랑》
- 2001년 《릴리 슈슈의 모든 것》
- 2003년 《안녕, 쿠로》
- 2004년 《하나와 앨리스》
- 2004년 《오늘의 사건 사고》
- 2004년 《하현의 달: 라스트 쿼터》
- 2005년 《홀드 업 다운》
- 2006년 《체케랏쵸!!》
- 2007년 《오다기리 조의 도쿄 타워》
- 2007년 《가요곡이야 인생은》
- 2007년 《머나먼 하늘로 사라진》
- 2008년 《도쿄》
- 2008년 《파랑새》
- 2009년 《확실히 전해》
- 2010년 《밴디지》
- 2010년 《꽃의 흔적》
- 2010년 《소라닌》
- 2011년 《간츠》
- 2011년 《간츠: 퍼펙트 앤서》
- 2013년 《요노스케 이야기》
- 2017년 《평일 오후 3시의 연인》 - 노리코 역
- 2017년 《세키가하라 대전투》
- 2023년 《기괴도》

### 드라마
- 1998년 《세기말의 시》
- 1999년 《립스틱》
- 1999년 《일요일은 끝나지 않아》
- 2002년 《홈 앤 어웨이》
- 2003년 《닥터 고토 진료소》
- 2004년 《이유》
- 2005년 《아스카에게, 그리고 아직 태어나지 않은 아이에게》
- 2005년 《아웃 리미트》
- 2006년 《톱 캐스터》
- 2011년 《햇님》
- 2011년 《심야식당 2 제4화》
- 2012년 《속죄 제4화》
- 2014년 《메꽃~평일 오후 3시의 연인들~》

### 비디오
- 2005년 《파이널 판타지 VII》 어드벤트 칠드런 - 티파 록하트 목소리 역할